# 名東郵便局
名東郵便局（めいとうゆうびんきょく）は愛知県名古屋市名東区一社四丁目にある郵便局。民営化前の分類では集配普通郵便局であった。

## 概要
住所：〒465-8799 愛知県名古屋市名東区一社4-166

## 沿革
- 1936年（昭和11年）8月16日 - 猪高（いだか）郵便局として開局。
- 1962年（昭和37年）2月24日 - 電話交換業務を名古屋中央電話局猪高分局に移管、また翌25日、和文電報配達業務を千種電報局に移管[1]。
- 1969年（昭和44年）12月8日 - 特定郵便局から普通郵便局に局種別改定。
- 1975年（昭和50年）2月1日 - 名東郵便局に改称。
- 1981年（昭和56年）3月 - 局舎落成。
- 1994年（平成6年）7月1日 - 外国通貨の両替および旅行小切手の売買に関する業務取扱を開始。
- 2007年（平成19年）10月1日 - 民営化に伴い、併設された郵便事業名東支店に一部業務を移管。
- 2012年（平成24年）10月1日 - 日本郵便株式会社発足に伴い、郵便事業名東支店を名東郵便局に統合。

## 取扱内容
- 郵便、印紙、ゆうパック、内容証明
- 貯金、為替、振替、振込、国際送金、外貨両替・トラベラーズチェック、国債、投資信託
- 生命保険、バイク自賠責保険、自動車保険、変額年金保険
- 地方公共団体事務（名古屋市敬老パスの交付）
- ゆうちょ銀行ATM
- 「465-00xx」区域（名古屋市名東区の全域）の集配業務
- ゆうゆう窓口（24時間営業）

## 周辺
- 名古屋市立名東小学校
- 名東消防署
- 名古屋市障害者スポーツセンター
- 名東スポーツセンター
- 国道302号
- 植田川

## アクセス
- 名古屋市営地下鉄東山線 上社駅から南へ約1km（徒歩約11分）
- 名古屋第二環状自動車道 上社ICから南へ約1km
- 東名高速道路 名古屋ICから南西へ約1.5km
- 駐車場あり：21台